# 恋爱通告
《恋爱通告》，原名《玩转大明星》，是一部2010年上映、中国大陆与台湾合拍的都市浪漫喜剧。该片由中国电影集团公司、好山水有限公司、山水国际娱乐股份有限公司等联合出品，中影集团和火山石（北京）电影发行有限责任公司联合发行，并由台湾著名音乐人王力宏自编自导，王本人与大陆女星刘亦菲领衔主演，王力宏同时担任影片的联合出品人。全片讲述了身为演艺明星的男主人公为追求音乐学院女生，不惜乔装打扮、掩饰身份后潜入学院，最终寻获真爱的故事。
作为王力宏的导演处女作，该片于2010年2月18日在上海正式开机拍摄，同年3月31日大致杀青（剩余小部分戏份在台北补拍完成）。2010年8月12日，影片在中国大陆正式公映，台湾于8月13日上映。

## 故事内容
著名歌星杜明汉（王力宏饰）为追求音乐学院民乐系的女孩宋晓青（刘亦菲饰），不惜乔装打扮，掩饰身份，成为宋晓青的同学，為了尋找當初邂逅時遇見的奇妙景象，進入了華東音樂學院，而後經歷了一連串的校園生活，發現自己真正想要的是普通人的生活，而交織出音樂、愛情的電影。

## 演员表
- 王力宏 飾 杜明汉
- 刘亦菲 飾 宋晓青
- 曾轶可 飾 小陶
- 乔振宇 飾 慕凡
- 陳冲 飾 Joan
- 陈汉典 飾 魏志柏
- 谢园 飾 宋晓青的父亲
- 谢娜 飾 時尚造型师
- 方大同 飾 方大同
- 郎祖筠 飾 七逃郎

## 简介
本片由郭台銘之子郭守正投資拍攝，是著名歌手王力宏的导演处女作。除了王力宏本人亲自上阵外，还汇聚了刘亦菲、陈冲、乔振宇、陈汉典、曾轶可等一众明星，另外谢园、谢娜、方大同也应邀客串出演。本片同时也是女主角刘亦菲沉寂两年后的复出之作。

## 票房
影片上映后首周三天收获1700万元人民幣，最终票房为5302万元人民幣。